# Luca Martínez Dupuy
Luca Leovino Martínez Dupuy (ur. 5 czerwca 2001 w San Luis Potosí) – meksykański piłkarz pochodzenia argentyńskiego występujący na pozycji napastnika, reprezentant Meksyku, od 2020 roku zawodnik argentyńskiego Rosario Central.
Jest synem Argentyńczyka Nahuela Martíneza, również piłkarza. Urodził się w Meksyku, gdy jego ojciec występował w tym kraju. Gdy miał trzy lata, jego rodzice powrócili razem z nim do Argentyny.